# Vianey de la Rosa
Vianey de la Rosa Rojas (Estado de México - 4 de agosto de 1986) es una corredora de fondo mexicana. Formó parte de la delegación mexicana en los Juegos Olímpicos de Río de Janeiro 2016.

## Biografía
Vianey es licenciada en informática. Es entrenada por Wanda Panfil y Martín Pitayo.

## Carrera deportiva
En el maratón de Houston de 2015, en enero de ese año, logró completar la prueba con tiempo de 02:32:01, obteniendo sexto lugar y garantizando así su pase a los Juegos Panamericanos de 2015. En dichos juegos obtuvo el décimo lugar en la prueba de maratón. En 2014 y 2015 ganó la Carrera de San Silvestre de la Ciudad de México, con tiempos de 35:56 y 35:20, respectivamente.

## Récords personales
- Medio maratón - 1:11:52 - Cardiff - 26/3/2016[8]
- Maratón - 2:32:01 - Houston - 18/1/2015